# Conde de Clare
O título Conde de Clare foi criado três vezes: uma vez em cada pariato da Inglaterra, Grã-Bretanha e Irlanda.
O título deriva de Clare, Suffolk, onde uma proeminente família anglo-normanda estava estabelecida desde a Conquista Normanda, e de onde seu sobrenome inglês surgiu pela posse da Honra de Clare. A família normanda que adotou o nome ' de Clare ' tornou-se associada à nobreza, pois deteve, em momentos diferentes, três condados ( Gloucester, Pembroke e Hertford ).

## Honra de Clare
A morte do jovem Gilbert de Clare, Conde de Gloucester, na Batalha de Bannockburn (1314) implicou a dissolução da Honra de Clare, uma vez que ele e a sua jovem esposa não tinham filhos e as terras foram distribuídas entre três co-herdeiras.  Sua morte marcou o fim da grande família de Clare. As terras da família valiam até £ 6.000, ficando atrás apenas das do Conde de Lancaster entre a nobreza do reino. 
As terras passaram para a tutela real enquanto a questão da herança era resolvida.  Por volta de 1290, as terras só poderiam ser herdadas por descendentes diretos do pai do falecido conde. As irmãs do falecido conde, Eleanor, Margaret (agora viúva após a morte de Piers Gaveston ) e Elizabeth estavam em 1317 todas casadas com os favoritos de Eduardo II : Hugh Despenser, o Jovem, Hugh de Audley e Roger d'Amory, respectivamente.  Os três receberam partes iguais das possessões inglesas, mas Despenser recebeu todo o senhorio de Glamorgan no País de Gales, politicamente a mais importante das terras de Clare. 

## Possíveis condes medievais
"Conde de Clare" provavelmente não era um título medieval. Algumas fontes contemporâneas os chamavam de "Condes de Clare", mas muitos historiadores modernos tratam isso como se fosse um título "estilizado" (autoassumido). Não havia um método padronizado de referência aos condes no final dos séculos XI e XII, e os Clares eram um dos poucos chamados de condes nesse período sem um condado mencionado. Por exemplo, Geraldo de Gales relata um incidente relacionado ao Conde de Clare, possivelmente referindo-se a William Fitz Robert, 2.º Conde de Gloucester.  Tais referências levaram alguns historiadores mais antigos a supor que os Condes de Gloucester e Hertford também carregavam o título de Condes de Clare. O título, por exemplo, é dado no Dicionário original de Biografia Nacional .  A confusão provavelmente decorre de má interpretação de referências, como a de "Earl Gilbert de Clare", em que Clare foi usado como um título e não como um sobrenome. Uma opinião é que tal título não existia,  e que a primeira criação do título Conde de Clare data de 1624.  No entanto, John Burke, em 1831, afirma que antes da criação de 1624, Robert Rich, Conde de Warwick, deveria ser criado Conde de Clare, mas que foi recusado pelos advogados da coroa, "em uma declaração solene, de que era um título peculiar ao sangue real e não deveria ser conferido a um súdito". 

## Conde de Clare, primeira criação (1624)

Armas de Holles, primeiros condes de Clare: Arminho, duas pilhas em ponta de zibelina

Conde de Clare foi um título criado formalmente por cartas patentes no Pariato da Inglaterra em 2 de novembro de 1624 para John Holles. Ele foi elevado à nobreza como Barão Houghton de Houghton pelo Rei Jaime I em 9 de julho de 1616. Segundo Burke, ele foi enobrecido graças à influência de Jorge Villiers, Visconde Villiers, futuro Duque de Buckingham, a quem Holles pagou £10.000. Ele foi criado Conde de Clare após um pagamento adicional de £5.000.
O quarto conde casou com Margaret Cavendish, terceira filha e co-herdeira de Henry Cavendish, 2.º Duque de Newcastle, e herdou a maioria das propriedades do duque após sua morte em 1691. Em 14 de maio de 1694, foi criado Marquês de Clare e Duque de Newcastle upon Tyne.
A única filha do 4.º conde, Lady Henrietta Cavendish Holles, casou-se com Edward Harley, 2.º Conde de Oxford e Conde Mortimer. Sua filha, Lady Margaret Cavendish Harley, que se casou com William Bentinck, 2.º Duque de Portland.
O condado foi extinto após a morte do 4.º conde em 1711.
- John Holles, 1.º Conde de Clare (1564–1637)
- John Holles, 2.º conde de Clare (1595–1666)
- Gilbert Holles, 3.º conde de Clare (1633–1689)
- John Holles, 4.º Conde de Clare (1662–1711), criado Marquês de Clare e Duque de Newcastle-upon-Tyne em 1694

## Conde de Clare, segunda criação (1714)

Brasão de Thomas Pelham-Holles, 1.º Duque de Newcastle, da segunda criação, apresentando o brasão de Holles esquartejado com o brasão inclinado de Pelham

A próxima criação do título Conde de Clare foi no Pariato da Grã-Bretanha para Thomas Pelham, sobrinho e herdeiro do último conde da primeira criação. Ele foi adotado por seu tio e assumiu o brasão e o sobrenome de Holles. Ele foi um estadista importante durante o início da era georgiana e serviu como Primeiro Lorde do Tesouro, entre outras funções.
Ele foi criado Visconde Pelham de Houghton e Conde de Clare em 26 de outubro de 1714.

### Marquês de Clare (1715)
No ano seguinte, em 2 de agosto de 1715, ele foi nomeado Marquês de Clare e Duque de Newcastle, com o restante para seu irmão, o Honorável Henry Pelham. Em 1756, ele foi nomeado Duque de Newcastle-under-Lyme, deixando o restante para seu sobrinho, Henry Fiennes-Clinton, 9.º Conde de Lincoln . Seu irmão faleceu antes dele, não deixando herdeiros do sexo masculino, e com sua morte em 1768, os títulos de Conde de Clare e Marquês de Clare foram extintos novamente, mas ele foi sucedido por seu sobrinho como Duque de Newcastle sob Lyne.
- Thomas Pelham-Holles, Conde de Clare (1693–1768), criado Marquês de Clare e Duque de Newcastle em 1715.

## Condes de Clare, terceira criação (1795)
O título foi criado novamente, no Pariato da Irlanda, em 1795, para John FitzGibbon, 1.º Visconde FitzGibbon, o Lorde Chanceler da Irlanda . Ele já havia sido criado Barão FitzGibbon, de Lower Connello, no Condado de Limerick, em 1789, e Visconde FitzGibbon, de Limerick, no Condado de Limerick, em 1793. Esses títulos também estavam no nobreza da Irlanda. Em 1799 foi feito Barão FitzGibbon, de Sidbury, no Condado de Devon, no nobreza da Grã-Bretanha . Ele foi sucedido por seu filho mais velho, o segundo conde. Ele serviu como governador de Bombaim de 1830 a 1834. Ele morreu sem filhos e foi sucedido por seu irmão mais novo, o terceiro conde. Ele representou o Condado de Limerick na Câmara dos Comuns e serviu como Lord-Lieutenant do Condado de Limerick . O único filho de Lorde Clare, John FitzGibbon, conhecido como Visconde FitzGibbon, foi morto em ação durante a Batalha de Balaclava, onde atacou com os 8º Hussardos Reais Irlandeses do Rei. Com a morte de Lorde Clare em 1864, os títulos foram extintos.
- John FitzGibbon, 1.º Conde de Clare (1748–1802)
- John FitzGibbon, 2.º Conde de Clare (1792–1851)
- Richard Hobart FitzGibbon, 3.º Conde de Clare (1793–1864)